# W87
W87 – amerykańska głowica termojądrowa, możliwa do wykorzystania jako MIRV. Jest blisko spokrewniona z głowicą W88. Obecnie (2011 r.) 525 głowic jest w stanie użytkowym.

## Historia
Głowica W87 została zaprojektowana w latach 1982–1986 i była produkowana głównie od kwietnia 1986 do grudnia 1988 roku. Oryginalnie przeznaczona do przenoszenia przez pociski balistyczne LGM-118A Peacekeeper, lecz ze względu na zakończony w 2005 roku proces wycofywania tych pocisków ze służby, W87 znajduje się na wyposażeniu pocisków LGM-30G Minuteman III. Przewidziany czas wycofania głowicy to 2020 r.